# 오쿠노 (아오모리시)
오쿠노(奥野)는 일본 아오모리현 아오모리시 중심부에서 약간 남쪽 지역에 있는 지명이다. 1정목부터 4정목까지 있다. 